# Atractoscion microlepis
Atractoscion microlepis  (лат.) – вид лучепёрых рыб из семейства горбылёвых (Sciaenidae). Описан по нескольким экземплярам, пойманных в Оманском заливе.

## Описание
Тело вытянутое, относительно высокое, сжато с боков, сужается к хвостовому стеблю, покрыто мелкой ктеноидной чешуёй. Высота тела составляет 20—27,5% от стандартной длины тела. Голова небольшая, её высота составляет 17,7—20,1% от длины тела, покрыта циклоидной чешуёй (за исключением предглазничного пространства). Рыло заострённое. Две пары ноздрей, в передней паре ноздри округлые, а во второй — эллипсовидные. Рот большой, конечный, косой. Нижняя челюсть выступает вперёд перед верхней. Зубы расположены в 3—4 нерегулярных ряда. На верхней челюсти зубы во внутренних рядах мельче, чем в передних, а на нижней челюсти равны по длине. Клыковидных зубов нет. На сошнике и нёбе зубы отсутствуют. Два шипа на верхнем краю крышки, покрытые тонкой мембраной. Нет сенсорных пор вокруг глаз и челюстях. На подбородке нет усика и сенсорных пор. Жаберные тычинки на первой жаберной дуге короткие и расположены редко. На верхней части их пять, а на нижней 8—9. Боковая линия с 76—82 мелкими прободёнными чешуйками начинается у жаберных отверстий и тянется до начала хвостового плавника.
Спинной плавник начинается над началом грудных плавников и идёт до хвостового стебля, в нём 10—11 жёстких и 25—26 мягких лучей. Жёсткая и мягкая части спинного плавника разделены глубокой впадиной. Жёсткие лучи длиннее мягких. В анальном плавнике две колючки и 9 мягких лучей. В небольших грудных плавниках 18 мягких лучей. В брюшных плавниках один колючий и 5 мягких лучей. Хвостовой плавник немного выемчатый или месяцеобразный, верхняя доля длиннее нижней.
Плавательный пузырь хорошо развит с тонкими стенками, напоминает по форме морковку, имеет два рогообразных выступа в передней части. Позвонков 24—25.
Верхняя часть тела тёмно-серая. Голова серебристо-белая, между глазами и затылком черноватая. Концы верхней и нижней челюстей тёмные. Края верхней челюсти темноватые. Пространство вокруг глаз тёмно-красное или коричневое. Брюхо бледное. Мягкие лучи спинного и анального плавников бледно-жёлтые, их основания ярко-красные. У основания грудных плавников тёмно-коричневое пятно. Хвостовой плавник тёмно-жёлтый с тёмными краями.
Максимальная длина тела 35,5 см.